# Sebastian Siedler
Sebastian Siedler (Leipzig, 18 januari 1978) is een Duits voormalig wielrenner.

## Belangrijkste overwinningen
1997
- Proloog Ronde van Thüringen

1999
- Duits kampioen Ploegenachtervolging (baan), Elite (met Christian Bach, Daniel Becke, Jens Lehmann)

2000
- Wereldkampioen Ploegenachtervolging (baan), Elite (met Guide Fulst, Daniel Becke, Jens Lehmann)

2001
- Duits kampioen Ploegenachtervolging (baan), Elite (met Christian Bach, Daniel Becke, Jens Lehmann)
- 3e etappe Ronde van Brandenburg

2002
- Duits kampioen Ploegenachtervolging (baan), Elite (met Moritz Veit, Thomas Fothen en Jens Lehmann)
- 2e etappe Ronde van Hessen

2003
- Duits kampioen Ploegenachtervolging (baan), Elite (met Christian Bach, Daniel Schlegel en Jens Lehmann)
- 2e etappe Tour du Loir-Et-Cher
- 6e etappe Tour du Loir-Et-Cher
- 4e etappe Ronde van Servië
- 6e etappe Ronde van Servië
- 7e etappe Ronde van Servië

2004
- 3e etappe Vredeskoers
- 5e etappe Ronde van Hessen
- Ronde van Neurenberg

2007
- 5e etappe Ronde van Beieren

2008
- 1e etappe Ronde van Picardie

2009
- 8e etappe Ronde van Turkije
- 5e etappe Ronde van Denemarken

## Resultaten in voornaamste wedstrijden
| Jaar | Ronde van Italië | Ronde van Frankrijk | Ronde van Spanje |
| ---- | ---------------- | ------------------- | ---------------- |
| 2003 |                  |                     | 127e             |
| 2008 |                  |                     |                  |

| Jaar | Gent-Wevelgem |
| ---- | ------------- |
| 2003 |               |
| 2008 | 129e          |